# Danh sách câu lạc bộ bóng đá ở Quần đảo Solomon
Đây là danh sách các câu lạc bộ bóng đá ở Quần đảo Solomon.

## Đội bóng

### Hiện tại
- Auki Kingz
- Avaiki Chiefs Warriors
- Junior Flamingo FC
- K1 United
- Hana FC
- Katova FC
- Kohohale FC
- Koloale FC
- Kossa FC
- Malaita Kingz FC
- Marist Fire FC
- Northern Warriors FC
- Paratasi FC
- Rangers FC
- Real Kakamora FC
- Solomon Warriors FC
- Sunbeam FC
- Western United FC
- Zome Mars FC

### Trước đây
- HPF FC
- Laugu United FC